# Araricá
Araricá é um município da Região Metropolitana de Porto Alegre, no estado do Rio Grande do Sul. Localiza-se a 29º36'49" de latitude sul e 50º55'30" de longitude oeste, a uma altitude de 53 metros. Sua população, 8.794 habitantes em 2024. Colonizado a partir de 1870, teve sua emancipação política em 28 de dezembro de 1995. Possui uma área de 37,458 km². É um município cortado pelo rio dos Sinos.

## História

### Origens
Até a chegada dos primeiros europeus à região, no século XVI, a mesma era habitada pelos índios carijós. No fim do século XIX, famílias de origem alemã se estabeleceram na encosta do Morro Ferrabrás, parte de um projeto de colonização planejada nos limites de São Leopoldo e Taquara, em áreas cedidas por dom Pedro II ao Barão de Jacuí. A área rural foi dividida em linhas ligando pontos de referência geográfica chamadas "travessões", criando propriedades de 48 hectares e, aí, fixando as primeiras famílias de colonizadores alemães.
O Barão do Jacuí, a partir de 1870, loteou as terras do Amaral Ribeiro (que, na época, era chamada de Ratzemberg) e Nova Palmeira (Araricá), nome dado em função do grande número de palmeiras observadas pelos engenheiros que realizaram medições topográficas no local. Esta última havia sido escolhida para a sede da colônia. Foi elaborado um plano urbano, traçando as ruas da futura cidade. Também foi construído uma igreja grande em lugar elevado, para os moradores católicos. Este fato é, na verdade de grande importância na história do município.
Vejamos que estamos em 1870, época em que o país vivia sob o regime do padroado, ou seja, regime de acordo entre a Santa Sé e a Coroa Brasileira. Isto significa que a construção da Capela em tamanho para acolher grande número de povo (Cf. segundo documentos arquivados na Cúria Metropolitana de Porto Alegre), serviria para sediar uma Igreja Matriz, o que era por sua vez critério necessário para a instalação de uma Freguesia ou município, visto que o âmbito civil e religioso estavam atrelados em virtude do padroado. No entanto, com um rápido desenvolvimento, Sapiranga acabou se tornando o ponto central da região, em detrimento de Nova Palmeira.
Em 15 de agosto de 1903, o progresso chegou a Nova Palmeira, com a inauguração da linha férrea que se estendeu até Taquara, trazendo grandes benefícios para a localidade.
A cidade mudou seu nome, em 1943, para Araricá (ou Ararica, como  a população costumava dizer) sendo que, a origem do nome do município está ligada a uma ave colorida, verde e azul. O significado do nome de origem indígena é bebedouro no vale dos papagaios.

#### Dados Administrativos Históricos[7]
De acordo com relação dos dados históricos de Araricá, elencados pelo IBGE, são etapas históricas da formação administrativas do Município de Araricá, os seguintes elementos:
- Distrito criado com a denominação de Estância Velha por Ato Municipal nº 117, de 15 de janeiro de 1930, subordinado ao município de São Leopoldo.
- Pelo Decreto-Lei Estadual nº 7.199, de 31 de março de 1938, o distrito de Estância Velha passa a chamar-se João Correia.
- Pelo Decreto Estadual nº 720, de 29 de dezembro de 1944, o distrito de João Correia passa a denominar-se Araricá.
- Pela Lei Estadual nº 2.529, de 15 de dezembro de 1954, o distrito de Araricá passa a fazer parte do novo município de Sapiranga.
- Desmembrado de Sapiranga e Nova Hartz, Araricá é elevado à categoria de município pela Lei Estadual nº 10.667, de 28 de dezembro de 1995. O município é instalado em 1º/01/1997, constituído do distrito-sede.

### Igreja Matriz
Em 1889, caiu a monarquia no Brasil e, com isso, a relação Igreja/Estado. Não mais era necessária a instalação canônica de uma paróquia como critério necessário para fundação de um município. E assim, a capela, construída na intenção de ser matriz, em vista também do desenvolvimento acentuado de Sapiranga, permanece durante mais de um século na condição de capela, e a ideia de uma paróquia no solo de Araricá só retornaria no ano de 2004, quando o então pároco de Nova Hartz, frei Irineu Della Libera e o administrador das comunidades católicas do território de Araricá, diácono José Alves, vendo a necessidade de uma paróquia no município para um melhor trabalho com o povo católico da cidade, iniciaram a mobilização do povo católico no esforço em fazer possível a instalação de uma sede paroquial na cidade.
Em 2007, o recém empossado bispo de Novo Hamburgo, dom Zeno Hastenteufel, em visita pastoral, aprova e abençoa a iniciativa, pedindo que se empenhassem com ardor neste projeto. Desde então todos os católicos dentro de suas possibilidades sob a autoridade e coordenação do pároco de Nova Hartz, Pe. Francisco das Chagas Alves, ajudam na construção da necessária estrutura para a ereção da nova Paróquia que teria como sede a capela dedicada a Nossa Senhora da Conceição, no centro da cidade, em sua parte mais elevada. Seu território seria desmembrado da Paróquia Nossa Senhora de Lourdes de Nova Hartz e também da Paróquia São Luís Gonzaga de Sapiranga. Em suma, o Decreto de Criação da Paróquia de Araricá contempla, em sua jurisdição, todo o município. No ano de 2010, dom Zeno nomeou, como vigário paroquial de Nova Hartz para o município de Araricá, o padre Irineu José Theobald, que dedicaria integralmente seu tempo para a viabilização da construção da Casa Canônica, já iniciada por padre Chagas.
Em 14 de novembro de 2012, o bispo diocesano da Diocese de Novo Hamburgo, dom Zeno Hastenteufel, ao publicar oficialmente nomeações e transferências de sua diocese para o ano de 2013, nomeou, como primeiro pároco da nova Paróquia de Nossa Senhora da Conceição de Araricá, padre Irineu José Theobald. A instalação solene da paróquia e posse do primeiro pároco aconteceu a 20 de janeiro de 2013.

### Emancipação
Em 21 de março de 1995, o presidente da Comissão de Emancipação de Araricá dirige-se ao Sr. Otávio Germano Filho, Presidente da Assembleia Legislativa do Rio Grande do Sul, solicitando autorização para consulta plebiscitária. Tal autorização foi aprovada pela Assembleia Legislativa em 22 de junho de 1995 e transformada na Lei Nº 10.463, de 19 de julho de 1995, pelo Governador Antônio Britto, onde é autorizada a realização de consulta plebiscitária para emancipação da localidade de Araricá, pertencente ao Município de Sapiranga, incluindo localidades do Município de Nova Hartz. Em 22 de outubro de 1995 acontece o Plebiscito da Emancipação, aprovando o desmembramento. Assim, o Município de Araricá emancipou-se dos Municípios de Sapiranga e Nova Hartz à 28 de dezembro de 1995, pela força da Lei Estadual nº. 10.667, oficialemnte foi instalado em 1 de janeiro de 1997, juntamente com a posse dos 9 vereadores, prefeito e vice-prefeito, eleitos no pleito de 3 de outubro de 1996.

## Primeira Eleição
A primeira eleição para prefeito, vice-prefeito e vereadores em Araricá aconteceu em 3 de outubro de 1996 (quinta-feira). Foram as primeiras eleições realizadas no governo Fernando Henrique Cardoso e as últimas antes da adoção da reeleição para cargos executivos. Foram as primeiras eleições em urnas eletrônicas, disponíveis para um terço dos eleitores.
Haviam no pleito 2 candidatos à Prefeito e Vice-Prefeito: Mário Valdir Augustin e Sereno Milton Timm. Mário Augustin (PSDB) com 1.337 votos (70,853% dos votos válidos), foi eleito primeiro prefeito de Araricá, juntamente com Ardi Darci Schmidt, como vice-prefeito.
A primeira vereadora a presidir o Legislativo Municipal foi Maria Edith da Costa, a "Dona Edi". Curiosamente, até os dias atuais, Edi Costa foi a veradora que mais conseguiu coptar eleitores, de maneira proporcional, isto é, 11,931% dos votos válidos na eleição de 1996.
A primeira legislatura de Araricá foi composta pelos seguintes vereadores:
| VEREADOR ELEITO             | Nº    | PARTIDO | VOTOS | MODO DE ELEIÇÃO  |
| Annemari Zimmer             | 45660 | PSDB    | 81    | Eleito por Média |
| Cassilda Francisca de Borba | 12676 | PDT     | 82    | Eleito por Média |
| João Batista de Araujo      | 15650 | PMDB    | 67    | Eleito por Média |
| Bruno Ivo Baron             | 45670 | PSDB    | 88    | Eleito           |
| Paulo Renato Foss           | 12612 | PDT     | 90    | Eleito           |
| Edésio José da Silva        | 15602 | PMDB    | 144   | Eleito           |
| Maria Edith da Costa        | 45650 | PSDB    | 215   | Eleito           |
| Marino Victor Cunha         | 15616 | PMDB    | 70    | Eleito           |
| Carmem Maria Gressler       | 45640 | PSDB    | 87    | Eleito           |

## Prefeitos, Vice-Prefeitos e Vereadores
Araricá está em sua 7ª legislatura. Governa a cidade seu 5º prefeito, Flávio Luiz Foss, e preside o legislativo municipal a Vereadora Mari Dapper, no exercício de 2024.

### Lista de Prefeitos de Araricá
| Ordem | Prefeito                 | Prefeito | Vice-prefeito            | Vice-prefeito | N.º de votos          | Governo                                       |
| 1     | Mário Valdir Augustin    | PSDB     | Ardi Darci Schmidt       | PDT           | 1.337 votos (70,853%) | 1 de janeiro de 1997 a 31 de dezembro de 2000 |
| 2     | Mario Valdir Augustin    | PSDB     | Mauro Camargo dos Santos | PSDB          | 859 votos (32,305%)   | 1 de janeiro de 2001 a 2 de abril de 2004     |
| 3     | Mauro Camargo dos Santos | PSDB     | Vacante                  |               |                       | 2 de abril de 2004 a 31 de dezembro de 2004   |
| 4     | Flávio Luiz Foss         | PP       | Ardi Darci Schmidt       | PDT           | 2.339 votos (66,242%) | 1 de janeiro de 2005 a 31 de dezembro de 2008 |
| 5     | Flávio Luiz Foss         | PP       | Sérgio Delias Machado    | PMDB          | 2.278 votos (65,309%) | 1 de janeiro de 2009 a 31 de dezembro de 2012 |
| 6     | Sérgio Delias Machado    | PMDB     | Edemar da Cunha          | PSDB          | 1.995 votos (47,129%) | 1 de janeiro de 2013 a 31 de dezembro de 2016 |
| 7     | Flávio Luiz Foss         | PP       | Marcelo Adriano Schmidt  | PDT           | 2.426 votos (57,190%) | 1 de janeiro de 2017 a 31 de dezembro de 2020 |
| 8     | Flávio Luiz Foss         | PSL      | Ademir Pedro Kautzmann   | MDB           | 2.176 votos (46,99%)  | 1 de janeiro de 2021 - Atualidade             |

### Lista de Vereadores de Araricá

#### Primeira Legislatura (1997 a 2000)[14]
| Vereador eleito             | N.º   | Partido | Votos | Modo de eleição  | Porporção |
| Maria Edith da Costa        | 45650 | PSDB    | 215   | Eleito           | 11,931%   |
| Edésio José da Silva        | 15602 | PMDB    | 144   | Eleito           | 7,991%    |
| Paulo Renato Foss           | 12612 | PDT     | 90    | Eleito           | 4,994%    |
| Bruno Ivo Baron             | 45670 | PSDB    | 88    | Eleito           | 4,883%    |
| Carmem Maria Gressler       | 45640 | PSDB    | 87    | Eleito           | 4,828%    |
| Cassilda Francisca de Borba | 12676 | PDT     | 82    | Eleito por Média | 4,550%    |
| Annemari Zimmer             | 45660 | PSDB    | 81    | Eleito por Média | 4,495%    |
| Marino Victor Cunha         | 15616 | PMDB    | 70    | Eleito           | 3,885%    |
| João Batista de Araujo      | 15650 | PMDB    | 67    | Eleito por Média | 3,718%    |

#### Segunda Legislatura (2001 a 2004)[15]
| Vereador eleito             | Nº    | Partido | Votos | Modo de eleição  | Proporção |
| Jurandir José Alves         | 45610 | PSDB    | 108   | Eleito           | 4,042%    |
| Edésio José da Silva        | 15602 | PMDB    | 106   | Eleito           | 3,967%    |
| Annemari Zimmer             | 12345 | PDT     | 90    | Eleito           | 3,368%    |
| Rosângela Pires             | 45444 | PSDB    | 87    | Eleito           | 3,256%    |
| Pedro Silvio Becker         | 12412 | PDT     | 81    | Eleito por Média | 3,031%    |
| Cassilda Francisca de Borba | 45410 | PSDB    | 79    | Eleito por Média | 2,957%    |
| Bruno Ivo Baron             | 15678 | PMDB    | 73    | Eleito por Média | 2,732%    |
| Maria Edith da Costa        | 11750 | PP      | 67    | Eleito           | 2,507%    |
| Oscar Joni de Oliveira      | 11650 | PP      | 59    | Eleito por Média | 2,208%    |

#### Terceira Legislatura (2005 a 2008)[16]
| Vereador eleito               | Nº    | Partido | Votos | Modo de eleição  | Proporção |
| Venildo Antonio Tolfo         | 11222 | PP      | 164   | Eleito           | 4,595%    |
| Paulo Renato Foss             | 11112 | PP      | 163   | Eleito           | 4,567%    |
| Davi Felipe Zimmer            | 11100 | PP      | 151   | Eleito por Média | 4,231%    |
| Sirleti Luciani Sparrenberger | 45450 | PSDB    | 122   | Eleito           | 3,418%    |
| André Domingos de Lima        | 45401 | PSDB    | 97    | Eleito           | 2,718%    |
| Gilberto Luiz Schaefer        | 15205 | PMDB    | 96    | Eleito           | 2,690%    |
| Adriano João Sperb            | 12678 | PDT     | 93    | Eleito           | 2,606%    |
| Marciano Adair Schmidt        | 12777 | PDT     | 91    | Eleito por Média | 2,550%    |
| Edmilson Cavalheiro da Silva  | 45455 | PSDB    | 86    | Eleito por Média | 2,410%    |

#### Quarta Legislatura (2009 a 2012)[17]
| Vereador eleito           | Nº    | Partido | Votos | Modo de eleição | Proporção |
| Paulo Renato Foss         | 11112 | PP      | 207   | Eleito          | 6,248%    |
| Mauro José Machado        | 15615 | PMDB    | 184   | Eleito          | 5,554%    |
| Olivar Ribeiro dos Santos | 11000 | PP      | 164   | Eleito          | 4,950%    |
| Geraldo Gomes de Oliveira | 11550 | PP      | 155   | Eleito          | 4,679%    |
| Venildo Antonio Tolfo     | 11222 | PP      | 156   | Eleito          | 4,709%    |
| Ari Alberto Schrepp       | 11600 | PP      | 152   | Eleito          | 4,588%    |
| Ademir Pedro Kautzmann    | 15665 | PMDB    | 127   | Eleito          | 3,833%    |
| Marcia Martins            | 45678 | PSDB    | 112   | Eleito          | 3,381%    |
| Lucas Leandro Rost        | 45456 | PSDB    | 94    | Eleito          | 2,837%    |

#### Quinta Legislatura (2013 a 2016)[18][19]
| Vereador eleito            | Nº     | Partido | Votos | Modo de eleição  | Proporção |
| Maximiliano Gomes da Silva | 11.300 | PP      | 246   | Eleito           | 5,80%     |
| Gelson João da Silva       | 11.800 | PP      | 199   | Eleito           | 4,69%     |
| Ari Alberto Schrepp        | 11.600 | PP      | 175   | Eleito           | 4,12%     |
| Sérgio Moura de Arruda     | 11.100 | PP      | 168   | Eleito           | 3,96%     |
| Paulo Renato Foss          | 11.112 | PP      | 165   | Eleito por Média | 3,89%     |
| Gilberto Elsenbach         | 33.333 | PMN     | 148   | Eleito por Média | 3,49%     |
| Flávio Maciel Duarte       | 15.123 | PMDB    | 112   | Eleito           | 2,64%     |
| Adriano João Sperb         | 15.678 | PMDB    | 111   | Eleito por Média | 2,62%     |
| Clóvis Hilário da Silva    | 45.000 | PSDB    | 96    | Eleito           | 2,26%     |

#### Sexta Legislatura (2017 a 2020)[19]
| Vereador eleito            | Nº    | Partido | Votos | Modo de eleição  | Proporção |
| Oseias Garcia              | 45455 | PSDB    | 328   | Eleito           | 7,61%     |
| Maximiliano Gomes da Silva | 90300 | PROS    | 273   | Eleito           | 6,34%     |
| Ari Alberto Schrepp        | 11600 | PP      | 218   | Eleito           | 5,06%     |
| Paulo Renato Foss          | 11112 | PP      | 184   | Eleito           | 4,27%     |
| Ademir Pedro Kautzmann     | 15665 | PMDB    | 163   | Eleito           | 3,78%     |
| Pedro Silvio Becker        | 11411 | PP      | 136   | Eleito por Média | 3,16%     |
| Mauro Camargo dos Santos   | 45345 | PSDB    | 117   | Eleito por Média | 2,72%     |
| Marcelo Madeira            | 15012 | PMDB    | 114   | Eleito           | 2,65%     |
| Olivar Ribeiro dos Santos  | 15150 | PMDB    | 110   | Eleito por Média | 2,55      |

#### Sétima Legislatura (2021 a 2024)[20]
| Vereador eleito                   | Nº    | Partido | Votos | Modo de eleição  | Proporção |
| Maele Ramão Garcia                | 25255 | DEM     | 307   | Eleito           | 6,62%     |
| Maximiliano Gomes da Silva        | 10300 | REP     | 222   | Eleito           | 4,79%     |
| Ari Alberto Schrepp               | 11600 | PP      | 212   | Eleito           | 4,57%     |
| Janice Teresinha da Silva Machado | 15123 | MDB     | 210   | Eleito           | 4,53%     |
| Paulo Renato Foss                 | 11112 | PP      | 162   | Eleito           | 3,49%     |
| Tanara Helena Werb                | 25222 | DEM     | 151   | Eleito por Média | 3,26%     |
| Sergio Moura de Arruda            | 17100 | PSL     | 144   | Eleito por Média | 3,10%     |
| Mari Edianez Dapper               | 25345 | DEM     | 124   | Eleito por Média | 2,67%     |
| Jordana Manuela de Lima           | 10777 | REP     | 118   | Eleito por Média | 2,54%     |

## Organização Administrativa
O território municipal compreende 35.292,00m². Consideranto o Senso 2010, sua densidade demográfica é de 137,83 hab/km², onde 85,15% da população é residente da zona urbana e 17,85% residente da Zona Rural.
Considerando o Plano Diretor de Desenvolvimento 2020, a zona urbana do território municipal está dividido em 15 setores (bairros) e a zona rural, 12 setores (localidades):

#### Setores Urbanos
1. Setor 101: Bairro Centro
2. Setor 102: Bairro da Canoa
3. Setor 103: Bairro Integração
4. Setor 104: Bairro Azaleia
5. Setor 105: Bairro Estação
6. Setor 106: Bairro Emancipação
7. Setor 107: Bairro Campo da Brazina
8. Setor 108: Bairro Imperatriz
9. Setor 109: Bairro Floresta
10. Setor 110: Bairro Bela Vista
11. Setor 111: Bairro Ferrabraz
12. Setor 112: Bairro Jardim
13. Setor 114: Bairro São José
14. Setor 115: Bairro Ideal
15. Setor 116: Bairro Industrial

#### Setores Rurais
1. Setor 201: Localidade de Alto Ferrabraz
2. Setor 202: Localidade de Colina Verde
3. Setor 203: Localidade de Villa Rech
4. Setor 204:
5. Setor 205:
6. Setor 206:
7. Setor 207:
8. Setor 208:
9. Setor 209: Localidade de Poço Fundo
10. Setor 210:
11. Setor 211:
12. Setor 212: Localidade de Porto Palmeira

## Educação
O Município de Araricá é atendido por um número de 12 escolas ativas.
Um dado interessante é fato de que o Município de Araricá é o único no Estado do Rio Grande do Sul a possuir, em lei, garantia de vagas escolares em turno integral para todos os níveis de educação.
Segundo dados do IBGE, a taxa de escolarização de 6 à 14 anos de idade é de 97,3% (2010). Em 2018 possuía 79 docentes engajados no ensino fundamental e 12 no ensino médio.
| Ordem | Escola                                                                      | Oferta                      | Rede       | Bairro     |
| ----- | --------------------------------------------------------------------------- | --------------------------- | ---------- | ---------- |
| 1     | Escola Municipal de Ensino Fundamental Professor Martim Frederico Raschke   | Ensino Fundamental          | Municipal  | Centro     |
| 2     | Escola Municipal de Educação Infantil Raio de Luz                           | Educação Infantil           | Municipal  | Centro     |
| 3     | Escola Municipal de Ensino Fundamental Theno Grings                         | Ensino Fundamental          | Municipal  | Integração |
| 4     | Escola Municipal de Ensino Fundamental Francisca Isabel                     | Ensino Fundamental          | Municipal  | Imperatriz |
| 5     | Escola Estadual de Ensino Fundamental José de Oliveira Neto                 | Ensino Fundamental          | Estadual   | Centro     |
| 6     | Escola Municipal de Educação Infantil Ardi Darcy Schmidt (Pequeno Príncipe) | Educação Infantil           | Municipal  | Centro     |
| 7     | Escola Municipal de Educação Infantil Sonho de Anjo                         | Educação Infantil           | Municipal  | Imperatriz |
| 8     | Escola Municipal Imperatriz                                                 | Ensino Fundamental          | Municipal  | Imperatriz |
| 9     | Escola Estadual de Ensino Médio de Araricá                                  | Ensino Médio                | Estadual   | Centro     |
| 10    | Colégio Luterano Sião                                                       | Ensino Fundamental e Médio  | Particular | Centro     |
| 11    | Escola Municipal Murici                                                     | Atividades Extra Curricular | Municipal  | Zona Rural |
| 12    | Escola Municipal Leni Krupp                                                 | Ensino Fundamental          | Municipal  | Centro     |